# Ђовани Цупи
Ђовани Батиста Цупи (итал. Giovanni Battista Zupi, Катанцаро, око 1590 — Напуљ, 1650) био је италијански и напуљски астроном, математичар и језуитски свештеник.
Цупи је године 1639. утврдио пролазак планете Меркур преко Сунчевог диска, што је био први доказ постојања орбиталних фаза те планете око Сунца. Ово се десило свега тридесетак година након што је Галилео Галилеј конструисао први телескоп.
Њему у част један кратер на Месецу носи његово име.